# Igreja de Nossa Senhora do Rosário (Cidade Velha)

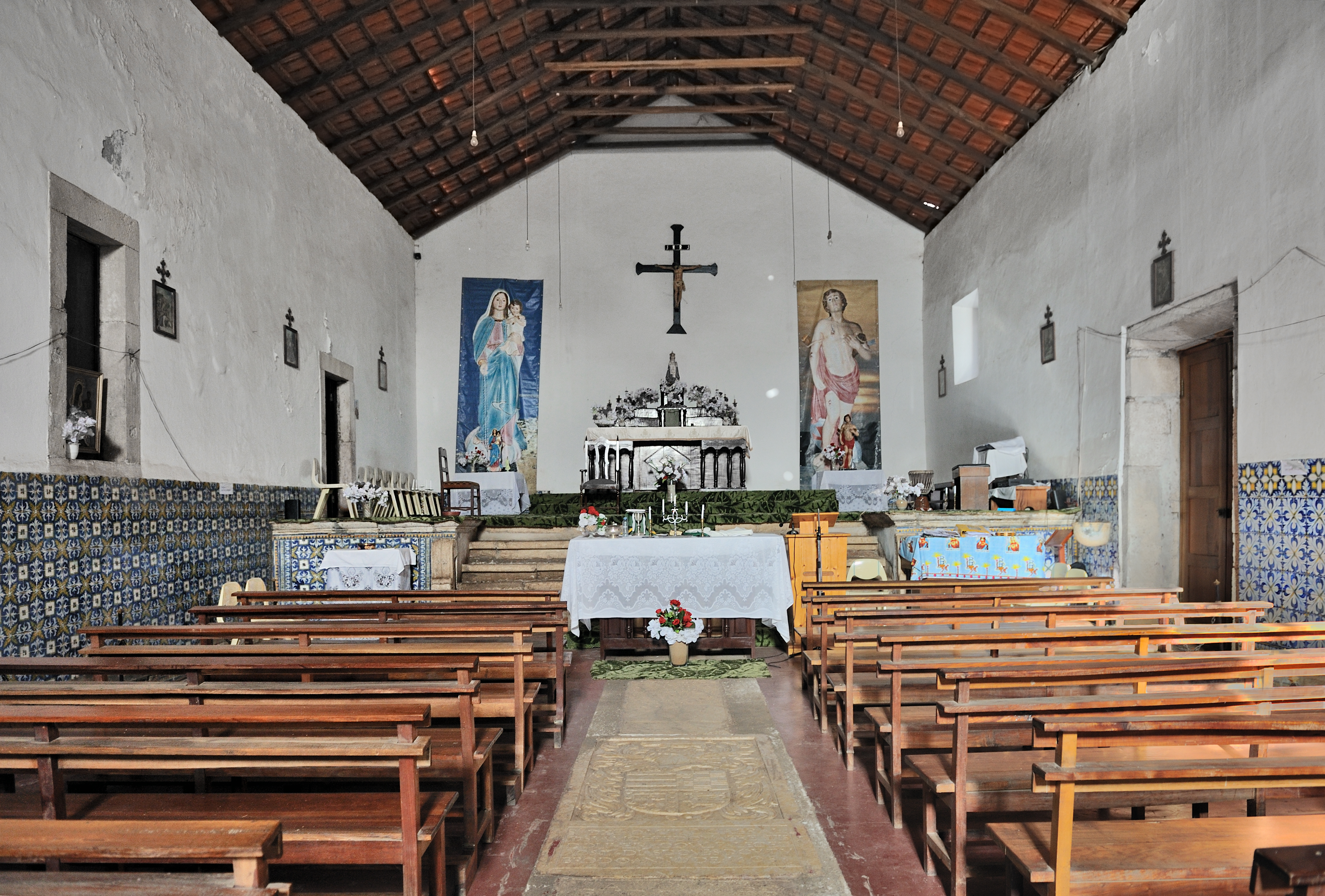
Innenraum der Kirche Igreja de Nossa Senhora do Rosário.

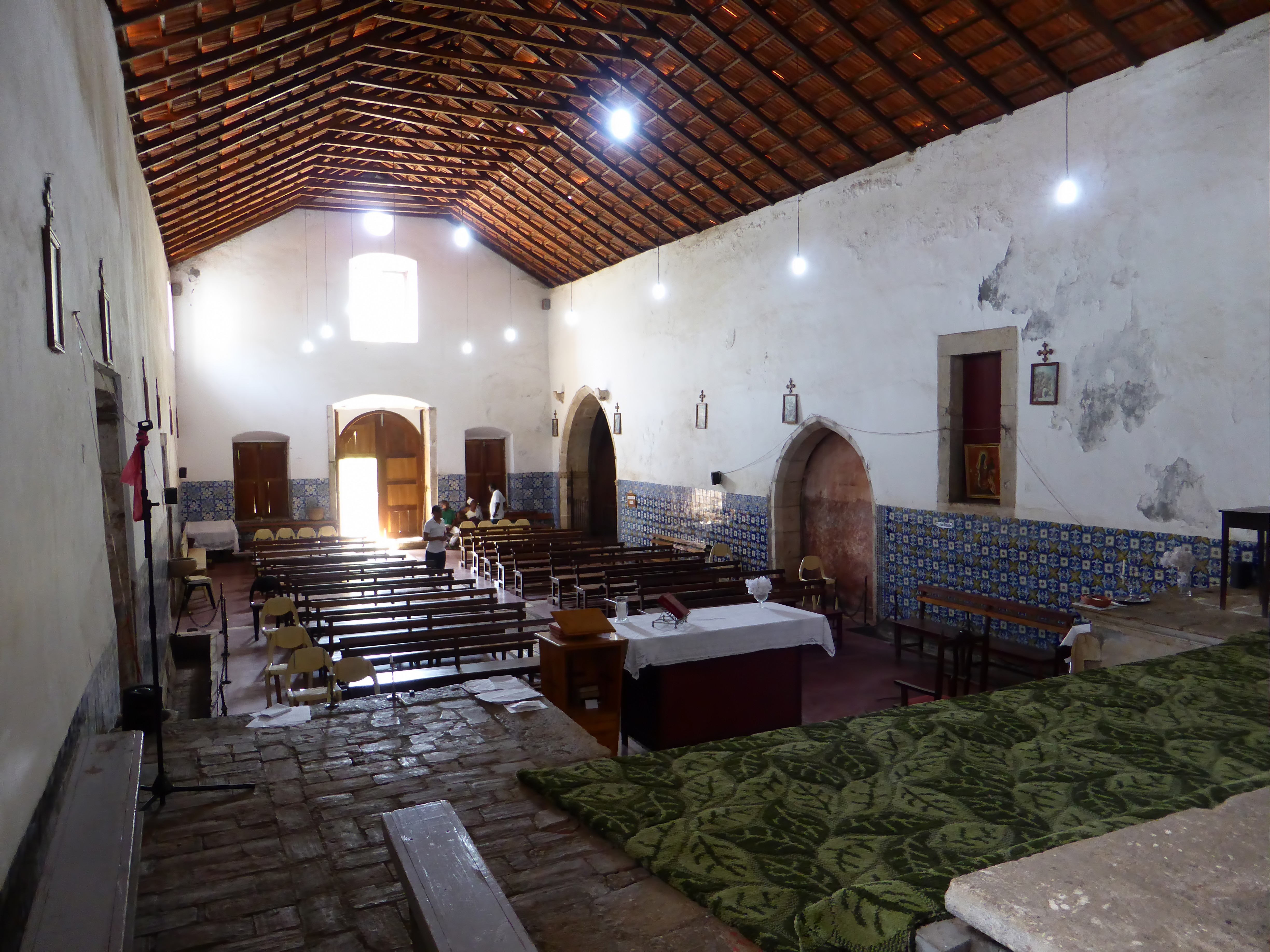
Blick zum Haupteingang.

Die Igreja de Nossa Senhora do Rosário (portugiesisch für „Kirche Maria Rosenkranzkönigin“) ist eine Kirche aus dem 15. Jahrhundert in der Stadt Cidade Velha auf der Insel Santiago im Inselstaat Kap Verde. Sie liegt im Nordwesten der Stadt, in der Nähe des rechten (westlichen) Ufers des Flusses Ribeira Grande de Santiago. Das historische Zentrum von Cidade Velha wurde im Juni 2009 von der UNESCO insgesamt zum Welterbe erklärt.

## Geschichte
Der Hauptteil der Kirche wurde 1495 erbaut. Sie ist das älteste erhaltene Gebäude in Cidade Velha. Die Seitenkapelle im Stil der manuelinischen Stil ist ein seltenes Beispiel für gotische Architektur in Subsahara-Afrika. Die Kirche ist weitgehend umgebaut.

## Architektur

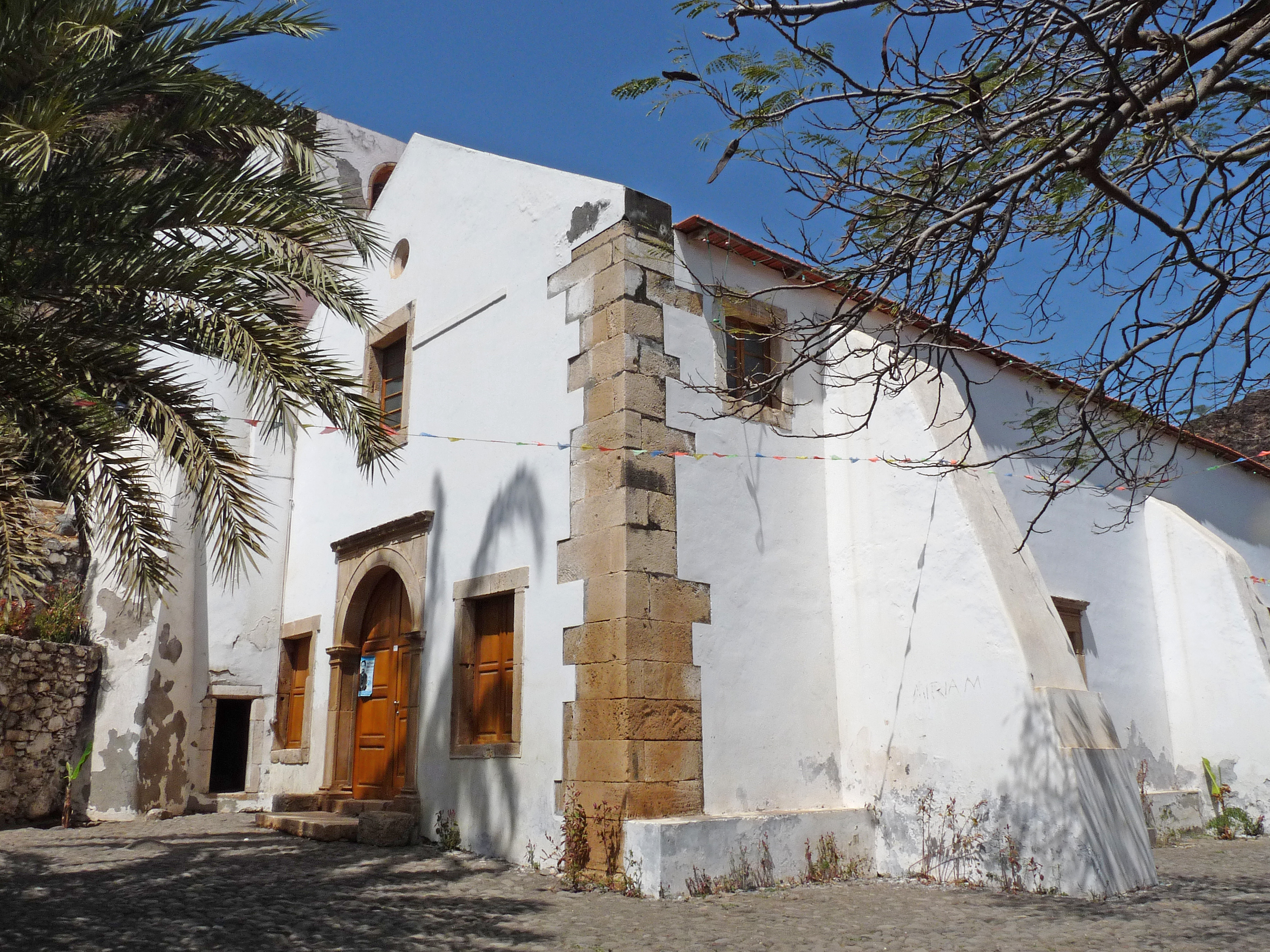
Außenansicht der Kirche.

Die Kirche ist eine schlichter, einschiffiger, relativ breiter Bau mit flachem Balkendach und an der Außenseite weit vorspringenden Stützmauern. Das innere ist schlicht und nur mit zwei Bildern an der Ostwand dekoriert.